# Juan Agustín Bolívar
Juan Agustín de Bolívar (Santiago de León de Caracas, c. 1750-Nueva Zamora de Maracaibo, 1787) fue el hijo primogénito natural reconocido de Juan Vicente Bolívar y Ponte, y fue el hermano mayor paterno del Libertador Simón Bolívar.

## Reseña biográfica
Juan Agustín de Bolívar nació en la ciudad de Santiago de León de Caracas, era hijo de Juan Vicente Bolívar y Ponte. No se tienen datos certeros de quién fue su madre. Lo criaron sus tías, doña Josefa y doña Luisa de Bolívar y Ponte, bajo la protección económica de su padre. Se ocupó de las haciendas de su padre en San Mateo como mano derecha de éste.
Una vez adulto, viajó a Maracaibo donde se casa con Ana María Chacín Mijares, el 22 de noviembre de 1772. De esa unión nacieron dos hijas, Rafaela Cathalina, también conocida como Carlina, y Josefa Liberata Bolívar. Ambas siempre se mantuvieron cercanas a la vida militar de manera similar que su padre.
Al momento de la muerte de Juan Vicente, Agustín viaja a Caracas para cobrar la herencia que su padre le había legado. Tuvo un pleito con la viuda de su padre, Concepción Palacios, de quien demandó una cantidad de dinero que le había sido negada. Contó con el apoyo de testigos, incluidos al clérigo Domingo Briceño, quien fue encargado del bautismo de dicha Concepción Palacios, y a Juan Félix Xérez de Aristeguieta y Bolívar, cura familiar y sobrino de Juan Vicente Bolívar.

## Investigación
Entre sus descendientes notables, se encuentran Henrique Capriles y el presidente de la Sociedad Bolivariana del Zulia, Darío Enrique Ríos Fuenmayor, quien al tomar las riendas de dicha sociedad, se preocupó por avanzar en la investigación en lo que concierne de su ancestro Juan Agustín de Bolívar.